# Novi Ivanovčani
Novi Ivanovčani su naselje i povijesni lokalitet u Bjelovarskoj četvrti Ivanovčani. Novi Ivanovčani se nalaze na današnjem prostoru kružnog toka ulice Andrije Hebranga i Ivanovčanske ulice.
Unutar Novih Ivanovčana nalazi se spomenik Ivanovčanskih žrtava Prvog svjetskog rata. 

## Povijest
1776. godine zabilježen je nastanak i izgradnja tadašnje nove predgrađne četvrti unutar sastva sela Ivanovčana, sjeverno od Logorišta, Naselje je na kartu ucrtano kao Novi Ivanovčani (upisano kao Neu Iwanowcany).
Novi Ivanovčani su do širenja Bjelovara na sjever označavali najizgrađeniji i naseljeniji dio Ivanovčana.
1884. godine je kao peterogodišnjak u Novim Ivanovčanima živio Kamilo Dočkal, koji se s obitelji doselio iz Češke, a kasnije je postao ugledni svećenik i povjesničar.